# Università Nazionale di Asunción
L'Università Nazionale di Asunción (in spagnolo: Universidad Nacional de Asunción), acronimo UNA, è la più antica ed importante università pubblica del Paraguay.

## Storia
L'università fu fondata il 24 settembre 1889, durante la presidenza di Patricio Escobar, grazie ad un progetto José Segundo Decoud. Inizialmente vennero costituite le facoltà di Diritto, Medicina e Matematica.

## Facoltà
L'Università Nazionale di Asunción è suddivisa nelle seguenti facoltà:
- Diritto e Scienze Sociali - Asunción
- Medicina - San Lorenzo
- Ingegneria - San Lorenzo
- Scienze Economiche - San Lorenzo
- Odontoiatria - Asunción
- Chimica - San Lorenzo
- Scienze Agrarie - San Lorenzo
- Filosofia - Asunción
- Veterinaria - San Lorenzo
- Architettura, Disegno ed Arte - San Lorenzo
- Politecnica - San Lorenzo
- Scienze Esatte e Naturali - San Lorenzo
- Infermieristica - San Lorenzo
- Scienze Sociali - San Lorenzo

## Istituti
- Istituto di Ricerca di Scienze della Salute - San Lorenzo
- Istituto d'Arte - Asunción
- Istituto Superiore di Lingue - Asunción

## Altre istituzioni
- Collegio Sperimentale Brasile - Paraguay
- Istituto Paraguaiano di Telecomunicazioni